# Саманта Аккінені
Саманта Аккінені (англ. Samantha Akkineni, до шлюбу Саманта Рут Прабгу; нар.. 28 квітня 1987 року, Мадрас, Індія) — індійська акторка і кінорежисерка, знімається у фільмах на телугу і тамільською мовою. Дебютувала у фільмі «Як ти змогла мене зачарувати?» 2010 року. Лауреатка кількох південно-індійських кінопремій, у тому числі двох Filmfare Awards South за найкращу жіночу роль у 2013 та 2017 роках.

## Біографія
Народилася 28 квітня 1987 року в Мадрасі у родині Прабгу та Нінетт. Її мати — малаялі, а батько — телугу, однак вона вважає себе тамілкою. Має двох старших братів: Джонатан і Девід. Відвідувала Holy Angels Higher Secondary School, здобула ступінь бакалавра у сфері комерції в Stella Maris College. Під час навчання в коледжі почала підробляти моделлю.

## Кар'єра

### Перший успіх
Модельний бізнес, як це часто буває в Індії, привів її в кіно. На початку 2009 року Саманта підписалася на головну жіночу роль в тамільському фільмі Pookadai Ravi в парі з Нараином, проте в подальшому проєкт був покладений на полицю через фінансові проблеми. 
У тому ж році вона взяла участь у зйомках ще двох тамільських фільмів: Baana Kaathadi в парі з дебютантом Атхарвой і Moscowin Kavery, що став режисерським дебютом для оператора Раві Вармана. Але першим на екрани, в лютому 2010, вийшов фільм Гаутама Менона «Як ти змогла мене зачарувати?» (Ye Maaya Chesave) з Нагой Чайтанья у головній ролі. Саманта була обрана на прослуховуванні із 50 претенденток і щоб відповідати уявленню режисера про героїню, засмагла на чотири тони. Її персонажка — Джессі, християнка-малаялі, що живе в Гайдарабаді, закохується у сусіда-індуїста, на два роки молодшого за неї. Через погане знання телугу її героїню озвучувала закадрова співачка Чинмаї. Фільм став хітом прокату, а у відгуках акторку назвали «досить виразною» і «переконливою». Роль принесла їй номінацію на Filmfare Awards South за найкращу жіночу роль і нагороду за найкращий дебют. Вона також з'явилася як камео у тамільській версії цього фільму, що вийшов одночасно, під назвою «Дотягнутися до небес» і рімейк на гінді 2012 року — Ekk Deewana Tha.
Тільки після цього, у серпні, відбулися прем'єри її тамільських проєктів. Обидва фільми отримали невисоку оцінку і провалилися в прокаті. У жовтні вона з'явилася другою героїнею у фільмі «Супергравець» режисера Вамси Паідіпаллі, зніматися у якому почала ще до свого першого релізу. Її партнерами по знімальному майданчику стали НТР молодший і Каджал Аггарвал. Картина мала успіх у прокаті і у критики. Наступний рік почався з невеликої ролі пацієнтки психіатричної лікарні в тамільському фільмі Nadunisi Naaygal Гаутама Менона. А єдиною істотною роллю стала за рік Прашанті в бойовику Сріну Вайтли «Зухвалий» із суперзіркою Махешем Бабу. Картина стала головним касовим хітом серед індійських фільмів на мові телугу у 2011 році і отримала позитивні відгуки.
У 2012 році Саманта замінила акторку Боллівуду Сонам Капур відразу в двох фільмах: «Море» Мані Ратнама і Assi Nabbe Poorey Sau Гаутама Менона. Однак через хворобу вона не змогла працювати протягом двох місяців і вийшла з тамільських проєктів «Море» і Ai. Зате фільм «Муха» режисера З. С. Раджамаулі, що вийшов у червні за її участю, став блокбастером. Інші ролі в ньому зіграли Нані і Судіп. Картина мала приголомшливий успіх, зібравши в прокаті більше мільярда рупій, а також отримала безліч нагород національного рівня і на міжнародних фестивалях. Саманта, зокрема, була нагороджена Filmfare Awards South,
CineMAA Awards
і Santosham Film Awards.
«Муха», який знімався одночасно на телугу і тамільською мовою, став її першим хітом в Коллівуді.
У тому ж році акторка зіграла головну жіночу роль у тримовному проєкті Гаутама Менона. У версії тамільською (Neethaane En Ponvasantham) її екранним партнером став Джіва, у версії на телугу (Neethaane En Ponvasantham) — Нані, а у версії на гінді (Assi Nabbe Poorey Sau) — Адітья Рой Капур. Однак виробництво гінді-версії було відкладено після того, як інший фільм Менона на гінді, Ekk Deewana Tha, провалився в прокаті.
Гра Саманти була позитивно оцінена в обох версіях фільму.
Однак саме тамільська версія принесла їй Filmfare Awards South і Vijay Awards. Таким чином, Саманта стала другою кіноакторкою після Реваті, яка завоювала дві премії Filmfare за найкращу жіночу роль в один рік.
Саманта знову знялася в парі з Махешем в сімейній драмі 2013 року «Гілка жасмину у будинку Сіти» режисера Шриканта Аддалы. Фільм досяг успіху в прокаті і заслужив статус «блокбастер».
Критики одностайно визнали, що вона виконала чудову роботу,
хоча Сангіта Деві з The Hindu зазначила, що після попереднього фільму ця роль здається незначною.
В наступному місяці на екрани вийшла романтична комедія Jabardasth з Сиддхартом, є неофіційними ремейком гінді-мовного «Весільного переполоху». Згідно з відгуками Саманта добре впоралася, але залишилася в тіні яскравих персонажів Сіддхарта і Нитьи Менон.
Ще одним хітом в її кар'єрі став фільм «Шлях до дому тітки» режисера Тривикрама Шрініваса з Паваном Кальяном у головній ролі. Він побив попередній рекорд за касовими зборами серед фільмів на телугу.
У рецензіях її роль описувалася як обмежена в часі, але приковує погляд. За неї акторкаа знову була номінована на Filmfare Awards South.
Останнім фільмом року став Ramayya Vasthavayya, де вона знялася разом з НТР молодшим і Шруті Хасан. Він провалився в прокаті і отримав змішані й негативні відгуки; Сангіта Деві зауважила, що «ми бачили Саманту у найкращих ролях і кращих фільмах. Тут вона намагається зробити те найкраще, що вона може».

### Сучасність
У 2014 році вийшло шість фільмів за участю акторки. Перший — картина «Наша сім'я» — стала одним з найкасовіших фільмів року, зібравши близько 365 млн рупій.
У фільмі Саманта виконала дві ролі: мати шестирічного хлопчика, яка жила в 1983 році, і її реінкарнацію в наш час. Її екранною парою вдруге став Нага Чайтанья, інші ролі зіграли Нагарджуна, Шрія Саран і Аккінені Нагесвара Рав. Прабаліка Боран з The Hindu написала, що вона «добре показує емоції і легко перемикається між ролями матері і юної студентки коледжу».
Суреш Кавіраяни у відгуку для Deccan Chronicle зазначив, що «це один з її найкращих виступів на сьогоднішній день», додавши, що вони з Нагараджуною затьмарили всіх інших акторів.
Фільм приніс Саманті номінацію на Filmfare Awards South,
а також премії CineMAA
SIIMA Awards. У цьому ж році акторка знову з'явилася на екрані разом з Чайтаньєй в бойовику Діви Катта Autonagar Surya. Але третій досвід співпраці для них виявився не таким вдалим, як два перших, і фільм став касовим провалом.
Провальними стали також три наступних її фільми: Alludu Seenu Ст. Ст. Винайяка, в якому Саманта виступала скоріше  гарним додатком головному герою,
тамільська «Невгамовний» Н. Лингусами з Сур'єю, що вийшов на день незалежності, і «Суєта суєт» з НТР молодшим.
Р. С. Шанкар з Bangalore Mirror зауважив: «романтичний аспект у такому гангстерському фільмі, як правило, ніколи не працює, і, можливо, саме тому Лінгусамі намагався уявити Саманту як гламурну ляльку, показавши її танець в мізерному вбранні».
А Сангіта Деві додала, що вона «останнім часом, здається, застрягла з виконанням таких ролей, які вимагають від неї бути привабливим реквізитом».
І тільки останній фільм року — тамільська бойовик «Кинджал» режисера АР Муругадоса з Віджаєм у головній ролі — знову повернув їй успіх. Він зібрав у прокаті 126 крор (1.26 млрд рупій) і увійшов до числа найкасовіших фільмів тамільською мовою.
Але критики одностайно визнали, що Саманті у фільмі не довелося особливо нічого робити.
Однак ця роль все ж принесла їй кілька номінацій на різні кінопремії. Примітно також, що і «Наша сім'я» та «Кинджал» були визнані найкращими фільмами року за версією Filmfare Awards.
Фільм «Син Сатьямурти», що вийшов у квітні 2015 року, з Аллу Арджуном став хітом прокату, зібравши 900 млн рупій.
Восени настала черга тамільського бойовика «Перевізник» з Викрамом, у якому Саманта виконала подвійну роль, зігравши студентку з Ченнаї і кланового лідера зі штату Уттаракханд. Фільм однак не виправдав очікувань і провалився в прокаті.
Останній фільм Саманти в 2015 році Thanga Magan з Дханушем отримав змішані відгуки та помірний комерційний успіх. Наступного року акторка знялася відразу в чотирьох касових хітах: «Потаємне полум'я» і «Годинникар» тамільською та A Aa і Janatha Garage на телугу. Ще один фільм, великобюджетний Brahmotsavam з тріском провалився в прокаті. З усіх зіграних у 2016 році ролей, найбільш вдалою визнали роль Анасуї Рамалінгам в романтичній комедії A Aa, яка в підсумку принесла їй третю премію Filmfare.

## Особисте життя
На початку 2017 року акторка заручилася з актором Нага Чайтаньї, своїм екранним партнером у її дебютному фільмі. У жовтні того ж року пара одружилася, влаштувавши дві весільні церемонії: одну в індуїстських традиціях, а другу — в християнських.

## Фільмографія
Фільми, перераховані в списку, зняті в оригіналі на мові телугу, якщо мову не вказано окремо.
| Рік  |   | Українська назва                 | Оригінальна назва                  | Роль                       |
| ---- | - | -------------------------------- | ---------------------------------- | -------------------------- |
| 2010 | ф | Дотягнутися до небес             | Vinnaithaandi Varuvaayaa (там.)    | Нандін (камео)             |
| 2010 | ф | Як ти змогла мене зачарувати     | Ye Maaya Chesave                   | Джессі Тхекекутту          |
| 2010 | ф |                                  | Baana Kaathadi (там.)              | Прія                       |
| 2010 | ф |                                  | Moscowin Kavery (там.)             | Кавері Тхангавелу          |
| 2010 | ф | Супергравець / Процвітаючий сад  | Brindavanam                        | Інду                       |
| 2011 | ф | Зухвалий                         | Dookudu                            | Прашанті                   |
| 2012 | ф | Муха                             | Eega                               | Бінду                      |
| 2012 | ф |                                  | Neethaane En Ponvasantham (там.)   | Нітья Йелаварті            |
| 2012 | ф |                                  | Yeto Vellipoyindhi Manasu          | Нітья Васудеван            |
| 2013 | ф | Гілка жасмину біля будинку Сіти  | Seethamma Vakitlo Sirimalle Chettu | Гіта                       |
| 2013 | ф |                                  | Jabardasth                         | Шрея                       |
| 2013 | ф | Шлях до дому тітки               | Attarintiki Daredi                 | Шаші                       |
| 2013 | ф |                                  | Ramayya Vasthavayya                | Акарша                     |
| 2014 | ф | Наша родина                      | Manam                              | Крішнавені / Прія          |
| 2014 | ф |                                  | Autonagar Surya                    | Шіріша                     |
| 2014 | ф |                                  | Alludu Seenu                       | Анджали                    |
| 2014 | ф | Невгамовний                      | Anjaan (там.)                      | Джива                      |
| 2014 | ф | Суета сует                       | Rabhasa                            | Инду                       |
| 2014 | ф | Кинджал                          | Kaththi (там.)                     | Анкіта                     |
| 2015 | ф | Почати спочатку / Син Сатьямурті | S/O Satyamurthy                    | Саміра, вона ж Суббулакшмі |
| 2015 | ф | Перевізник                       | 10 Endrathukulla (там.)            | Шакіла та Гадгі Мой        |
| 2015 | ф | Золотий син                      | Thanga Magan (там.)                | Ямуна                      |
| 2015 | ф | Приховане полум'я                | Theri (там.)                       | Мітра Виджайкумар          |
| 2016 | ф | Годинникар                       | 24 (там.)                          | Сатья                      |
| 2016 | ф |                                  | A Aa                               | Анасуя Рамалінгам          |
| 2016 | ф | Народний гараж / Добре серце     | Janatha Garage                     | Буджи                      |
| 2017 | ф |                                  | Raju Gari Gadhi 2                  | Амурта                     |
| 2017 | ф |                                  | Mersal (там.)                      | Тара, телеведуча           |
| 2018 | ф |                                  | Rangasthalam                       |                            |
| 2018 | ф |                                  | Irumbu Thirai (там.)               | Раті Деві                  |
| 2018 | ф |                                  | Super Deluxe (там.)                | Ваємбу                     |